# Kutsu-Juku seiklusi
Pour plus de détails, voir Fiche technique et Distribution.
Kutsu-Juku seiklusi (Les Aventures de Juku le chien) est un court métrage d'animation estonien réalisé par Voldemar Päts et sorti en 1931. C'est un dessin animé muet en noir et blanc qui raconte les aventures fantaisistes et humoristiques d'un petit chien. C'est le premier film d'animation estonien, et aussi le tout premier film estonien parlant, dans la mesure où la voix d'un narrateur lit le texte des panneaux intercalés entre les plans du film.

## Synopsis
Un petit chien noir, au corps remarquablement souple, chevauche un cochon, se bat contre une grenouille, puis se rend aux Enfers où il aperçoit un squelette et un dragon crachant du feu. Les différentes séquences sont introduites par des textes absurdes humoristiques en vers.

## Fiche technique
- Titre original : Kutsu-Juku seiklusi
- Réalisation : Voldemar Päts
- Scénario : Voldemar Päts
- Production : Aleksander Teppor
- Création des décors : Elmar Janimägi
- Pays :  Estonie
- Langue : estonien
- Format : noir et blanc
- Son : film muet
- Durée : 4 minutes
- Date de sortie : Estonie] : 4 avril 1931

## Production
Kutsu-Juku seiklusi était conçu comme le premier dessin animé d'une série consacrée aux aventures du petit chien Juku, mais il resta finalement le seul.

## Détérioration du film
Une partie de la pellicule du film a été perdue : des six minutes originales, occupant environ 180 mètres de pellicule, il n'en reste que 100 mètres, soit 4 minutes.